# Banc d'œuvre
Pour les articles homonymes, voir Banc.

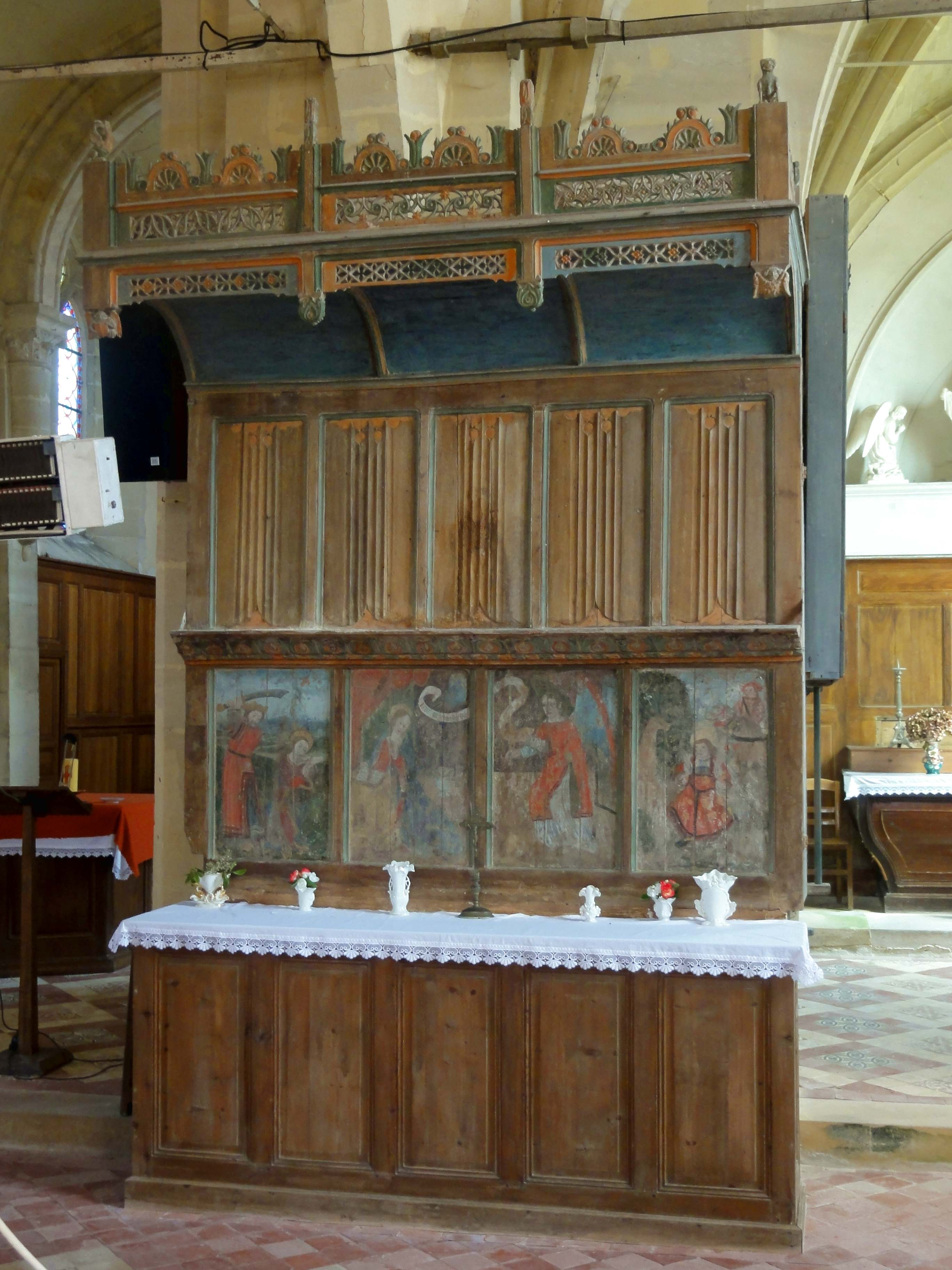
Banc d'œuvre avec un ancien retable et un dais d'autel du XVe siècle, église Saint-Martin de Commeny (95).

Un banc d'œuvre ou banc de l'œuvre était un type de mobilier liturgique de l'Église catholique. C'était un banc de prestige destiné aux personnes notables de la paroisse.

## Description
Il consiste en un banc de grande taille souvent largement décoré et bénéficiant d'un certain confort (velours, coussins, etc.).
Souvent surmonté d'une croix, le banc d'œuvre était situé le plus souvent face à la chaire à prêcher. Sa destination peut être indiquée par une inscription. 

## Usage
C’était la place réservée des personnes notables et du conseil de fabrique constitué formé de laïques, les marguilliers chargés des biens matériels de l’église, des ornements, du mobilier, et des sommes destinées à leur entretien. Certains étaient des personnages importants de la paroisse, d’autres étaient élus, d’autres bénévoles.
Avec la réforme liturgique de Vatican II et les progrès de la sonorisation, les chaires à prêcher ont perdu de leur utilité, et les bancs d’œuvre aussi. Certaines paroisses en ont conservé les deux, comme à Saint-Germain-l'Auxerrois (Paris), La Trinité (Paris), Saint-Sulpice (Paris), Saint-Eustache (Paris), Saint-Eugène (Paris). D’autres ont fait des réaménagements qui ont entraîné leur disparition, ou leur mise à l’écart, comme à l'église Saint-Gervais (Paris, où il se trouve désormais dans une chapelle près de l’entrée) ou à l'église Saint-Étienne-du-Mont (Paris).

## Galerie

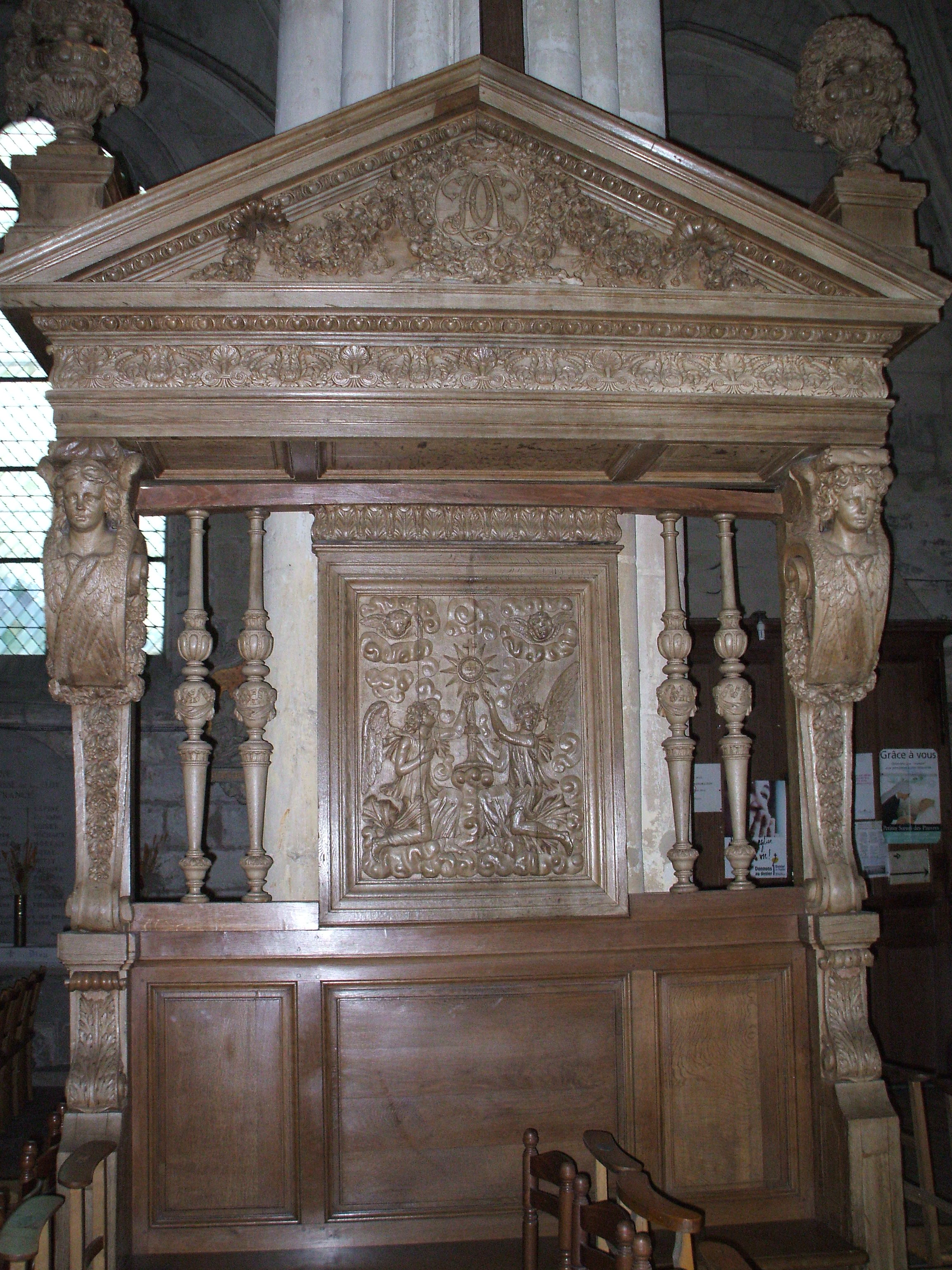
Banc d'œuvre de l'église Saint-Georges (Belloy-en-France).
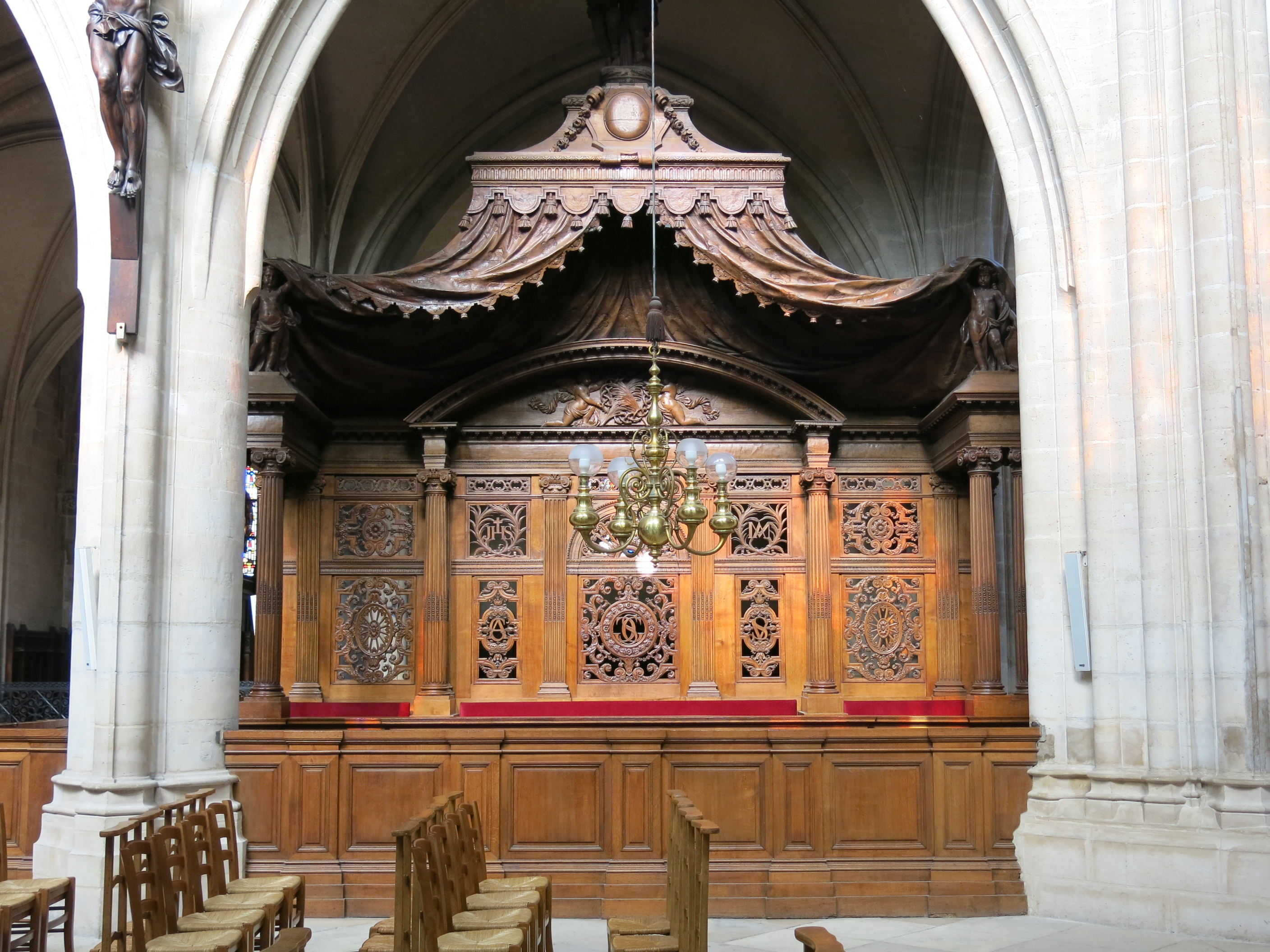
Banc d'œuvre royal de l'église Saint-Germain-l'Auxerrois (Paris).
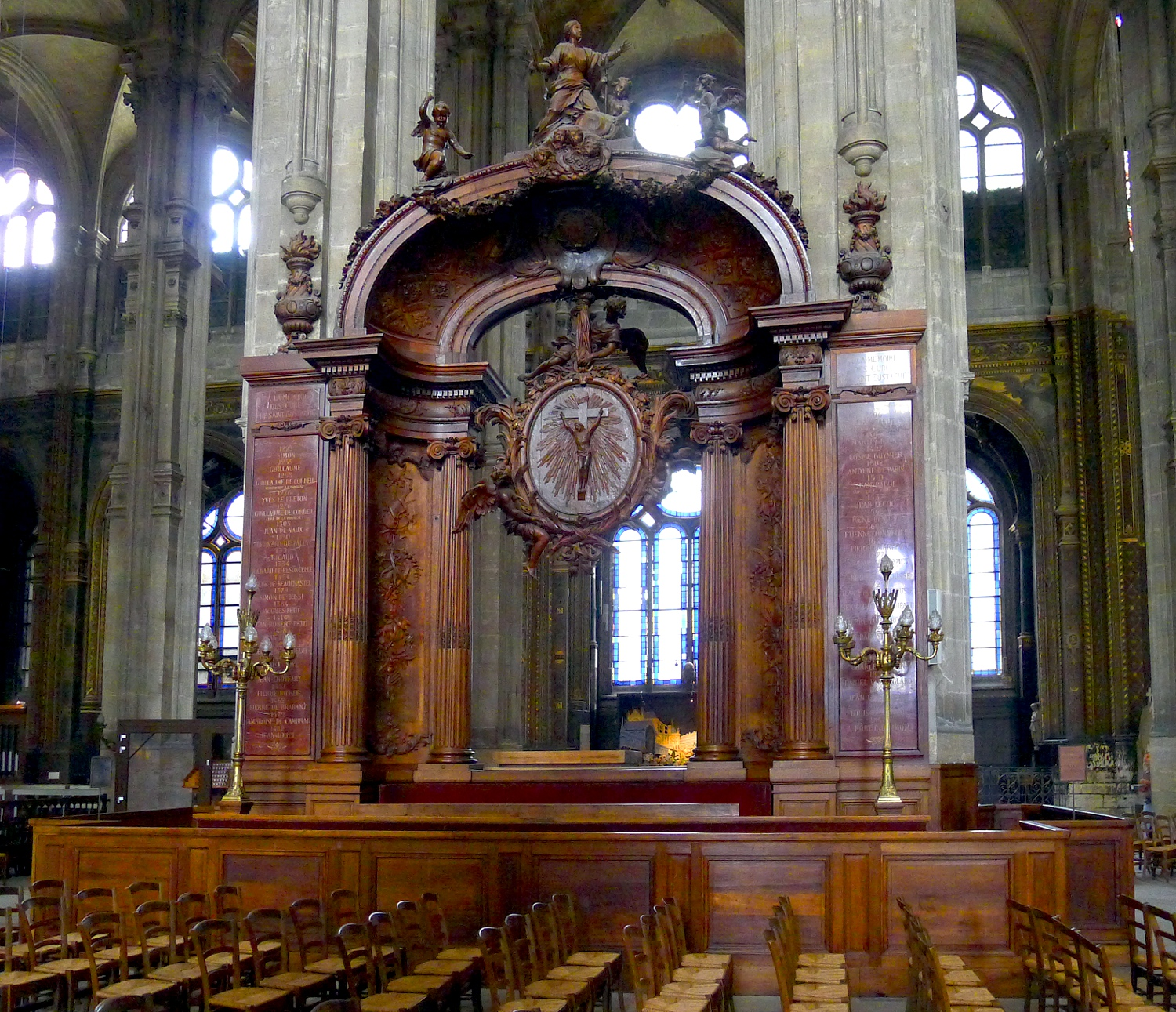
Banc d'œuvre de l'église Saint-Eustache (Paris).
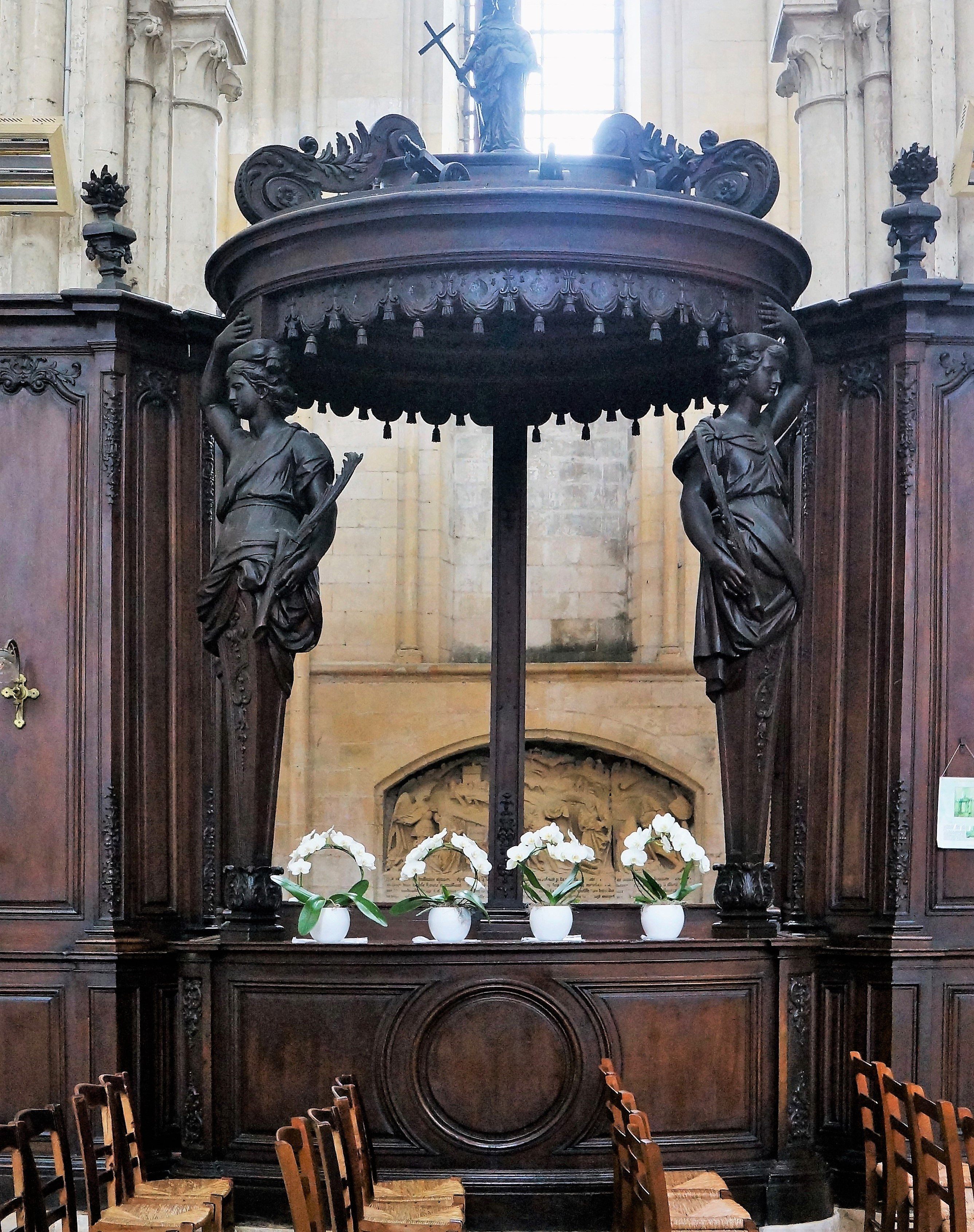
Banc d'œuvre de la collégiale Notre-Dame-et-Saint-Laurent (Eu).
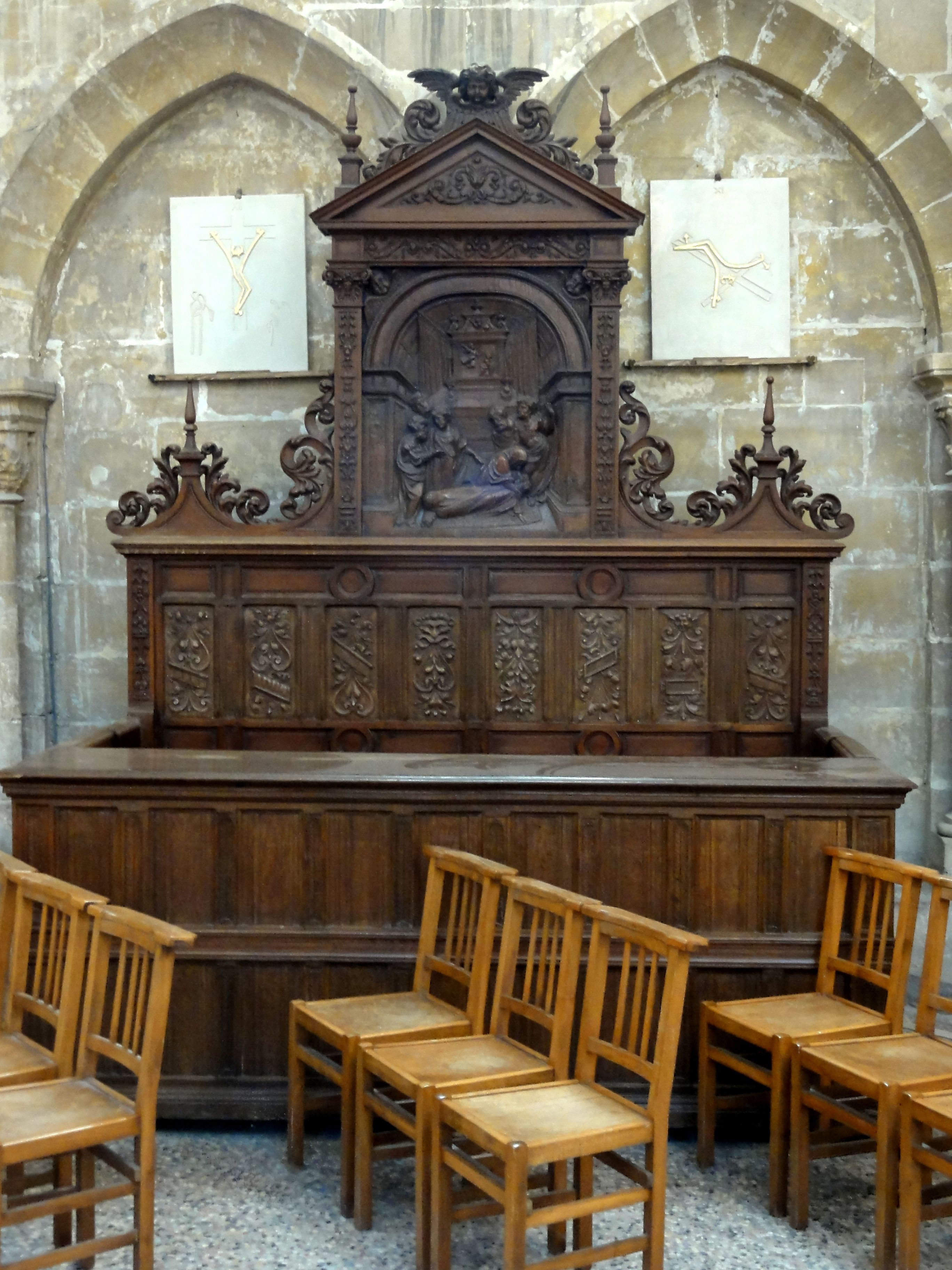
Banc d'œuvre de l'église Notre-Dame (Taverny).

## Voir liturgique